# Zlatko Saračević
Zlatan Saračević, detto Zlatko (Banja Luka, 5 luglio 1961 – Koprivnica, 21 febbraio 2021) è stato un pallamanista e allenatore di pallamano croato con cittadinanza bosniaca, fino al 1991 jugoslavo.
È morto nel 2021, a 59 anni, per attacco cardiaco.

## Palmarès

### Olimpiadi
- 2 medaglie:
  - 1 oro (Atlanta 1996[2])
  - 1 bronzo (Seul 1988[3])

### Mondiali
- 2 medaglie:
  - 1 oro (Svizzera 1986[3])
  - 1 argento (Islanda 1995[2])

### Europei
- 1 medaglia:
  - 1 bronzo (Portogallo 1994[2])

### Giochi del Mediterraneo
- 1 medaglia:
  - 1 oro (Languedoc-Roussillon 1993[2])